# Roman Selskyj
Roman Julianowytsch Selskyj (ukrainisch Роман Юліанович Сельський; * 21. Mai 1903 in Sokal; † 3. Februar 1990 in Lwiw) war ein polnisch-ukrainischer Impressionist.

## Leben
Roman Selskyj war das vierte und jüngste Kind des Rechtsanwalts Julijan Selskyj und dessen Frau Julija Schtekel und gehörte damit zu einer Familie von gebildeten Menschen, in der viele Traditionen gepflegt wurden. Selskyjs erste Bildungsschritte machte er zu Hause, er lernte Musik, Fremdsprachen und Zeichnen. Zu seinen Inspirationsquellen gehörten Oleksa Nowakiwskyj, Kazimierz Sichulski und Józef Pankiewicz. Der junge Selskyj wurde allmählich in die damalige Kunstszene von Lemberg eingeführt, einer Nachkriegs- und post-imperialen Welt, die von unterschiedlichen sozio-politischen Prozessen und Realitäten durchdrungen war.
Nach Lemberg studierte er in Krakau an der dortigen Akademie der Bildenden Künste. Dort genoss Selskyj eine westliche europäische Ausbildung und erwarb gute Kenntnisse in Malerei, Komposition, Farbe und Kunstgeschichte. Eine Reihe polnischer Künstler, darunter Wojciech Weiss und Xawery Dunikowski, beeinflussten den jungen Roman, ebenso wie die Zeit, die er in den Werkstätten und Ateliers von Joseph Meggofer, Józef Pankiewicz und später Felicjan Kowarski verbrachte. Selskyj eignete sich die Ideen und das Verständnis der sezessionistischen Kunstrichtung an, wobei er sich jedoch nicht von der Bewegung des früheren 20. Jahrhunderts distanzierte: Fauvismus, Formalismus und Konstruktivismus.
Im Jahr 1925 zog er nach Paris. Dort befreundete er sich mit Mykola Hluschtschenko. Im Jahr 1926 heiratet er die Lemberger Künstlerin Margit Reich.
Er war Mitglied des Verbands unabhängiger ukrainischer Künstler und erster Vorsitzender (1929–1930) der Künstlergruppe „Artes“. Sein Werk wurde von den zeitgenössischen Tendenzen der europäischen Kunst beeinflusst, insbesondere vom Surrealismus. Darüber hinaus ist der Einfluss des Abstraktionismus im Werk von Roman Selskyj spürbar, insbesondere in seinen späteren Werken.
Ab 1947 war er Dozent am Lemberger Institut für angewandte und dekorative Kunst. 1949 wurde er wegen des sogenannten „Formalismus“ zunächst entlassen, jedoch bald wieder in seine Stellung eingesetzt.  Die Wohnung des Ehepaars in der Akademika-Pawlowa-Straße wurde zu einem Treffpunkt für Künstler, an dem sie Werte pflegten, die vom sowjetischen Besatzungsregime unterdrückt wurden. Seit 1959 verbrachte er seine Freizeit gemeinsam mit seiner Ehefrau im Dorf Dsembronja in den Karpaten und auf der Krim, wo er viele seiner Landschaftsbilder schuf. Ab den 1970er-Jahren entwirft der Künstler für die Lwiwer Keramik- und Skulpturenfabrik (LKSF) Muster für dekorative Teller und Plastiken.
Nach dem Tod seiner Ehefrau Margit Sielska-Reich im Jahr 1980 erhielt der Künstler Unterstützung von seiner 40 Jahre jüngeren ehemaligen Studentin Agnes Baczynska, die er 1982 heiratete.
Roman Selsky starb am 3. Februar 1990 in Lwiw und wurde auf dem Feld Nr. 33 des Lytschakiwski-Friedhofs neben Margit Sielska-Reich beigesetzt.
Seine Gemälde befinden sich in den Sammlungen der Museen von Kiew, Lwiw und Warschau. 